# Lophodermium eriophori
Lophodermium eriophori är en svampart som först beskrevs av Henn., och fick sitt nu gällande namn av P.R. Johnst. & Scheuer 2003. Lophodermium eriophori ingår i släktet Lophodermium,  och familjen Rhytismataceae.   Inga underarter finns listade.